# Ford Strikers Riot

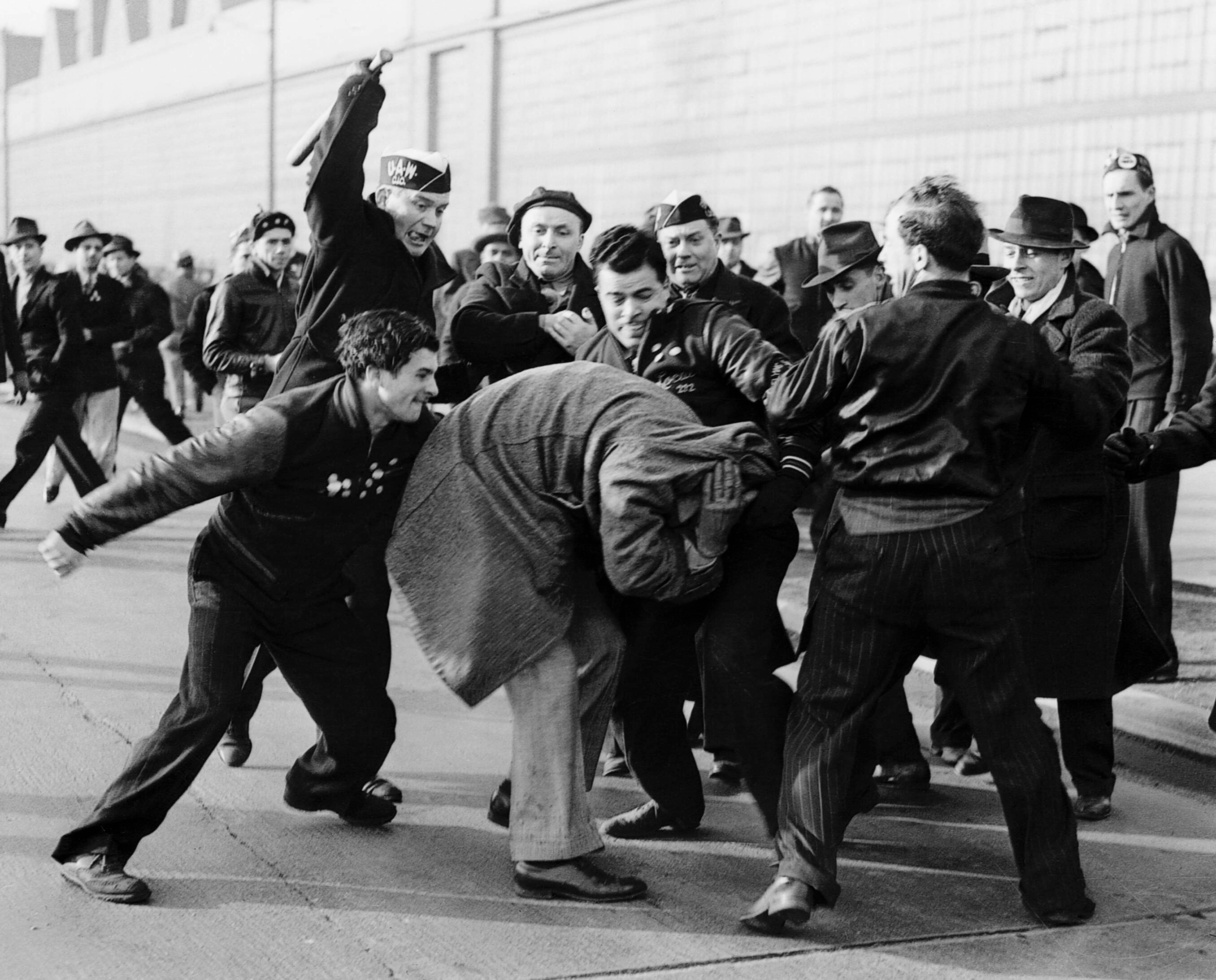
Fotografía ganadora del premio Pulitzer, Ford Strikers Riot, 3 de abril de 1941.

Ford Strikers Riot es una fotografía de 1941 que muestra a un esquirol siendo golpeado por huelguistas del United Auto Workers (UAW). El fotógrafo Milton Brooks capturó la imagen y ganó el primer Premio Pulitzer de Fotografía Destacada en 1942.
En la imagen, los trabajadores estaban haciendo piquete en la Ford Motor Company y un hombre se enfrentó con los sindicalistas que estaban haciendo piquetes. La imagen ha sido considerada un retrato de la lucha en Estados Unidos entre el capital y el trabajo.

## Antecedentes
La imagen fue tomada en Dearborn, Míchigan, en la planta Rouge de Ford Motor Company durante una huelga de trabajadores el 3 de abril de 1941. En los cuarenta años de historia de Ford Motor Company, nunca habían cerrado como resultado de una huelga de trabajadores. Los trabajadores desafiaron a la empresa, a la policía estatal y a los esquiroles.
La imagen fue capturada por el fotógrafo de The Detroit News, Milton Brooks. Un piquete pacífico de la Ford Motor Company fue interrumpido cuando un solo hombre se enfrentó con los hombres del sindicato que estaban formando piquetes. El hombre ignoró el consejo de la Policía Estatal de Michigan y cruzó los piquetes. Brooks esperó con otros fotoperiodistas afuera de las puertas de la fábrica Ford. Brooks describió lo sucedido: «Vi a un hombre iniciar una pelea con algunos de los piquetes». Brooks tomó sólo una fotografía y dijo: «Tomé la foto rápidamente, escondí la cámara... se metió entre la multitud... A mucha gente le hubiera gustado arruinar esa imagen».

## Descripción
La imagen muestra a un esquirol siendo golpeado por huelguistas del United Auto Workers (UAW). La imagen muestra a un hombre con el abrigo puesto sobre la cabeza. El hombre está rodeado por ocho hombres que tienen los puños cerrados y garrotes. Después de que se tomó la foto, el hombre estaba sangrando y aturdido y tuvo que ser llevado al hospital de Ford Motor Company. The Times de Shreveport, Luisiana, describió la escena diciendo: «...los huelguistas golpean a un hombre que se protege con su abrigo en un estallido de hostilidades temprano en la mañana...».

## Recepción
La imagen ganó el primer Premio Pulitzer de Fotografía Destacada en 1942. Los miembros del jurado del Pulitzer fueron Herbert Brucker, Richard F. Crandell y Roscoe B. Ellard. Hubo 109 entradas a la nueva categoría de fotografía. El jurado del Pulitzer seleccionó a 11 finalistas y tras deliberar eligió a Ford Strikers Riot como ganador. El jurado del Pulitzer dijo: «Esta imagen brutal... resume gran parte de la historia laboral de 1941». Los Angeles Times, en ese momento, se refirió a la fotografía como una «imagen dramática de una pandilla en acción». El galardón estuvo acompañado de un premio de US$500  (equivalente a $ 9324 actualmente).
En el libro de Carol Quirke de 2012, Eyes on Labor, afirmó que la fotografía juega un papel partidista tanto para los empleadores como para los empleados. Dijo que la imagen es un retrato de la lucha en Estados Unidos entre el capital y el trabajo.